# Cycloramphus granulosus
Cycloramphus granulosus är en groddjursart som beskrevs av Lutz 1929. Cycloramphus granulosus ingår i släktet Cycloramphus och familjen Cycloramphidae. IUCN kategoriserar arten globalt som otillräckligt studerad. Inga underarter finns listade i Catalogue of Life.